# Dorfkirche Hohenbocka

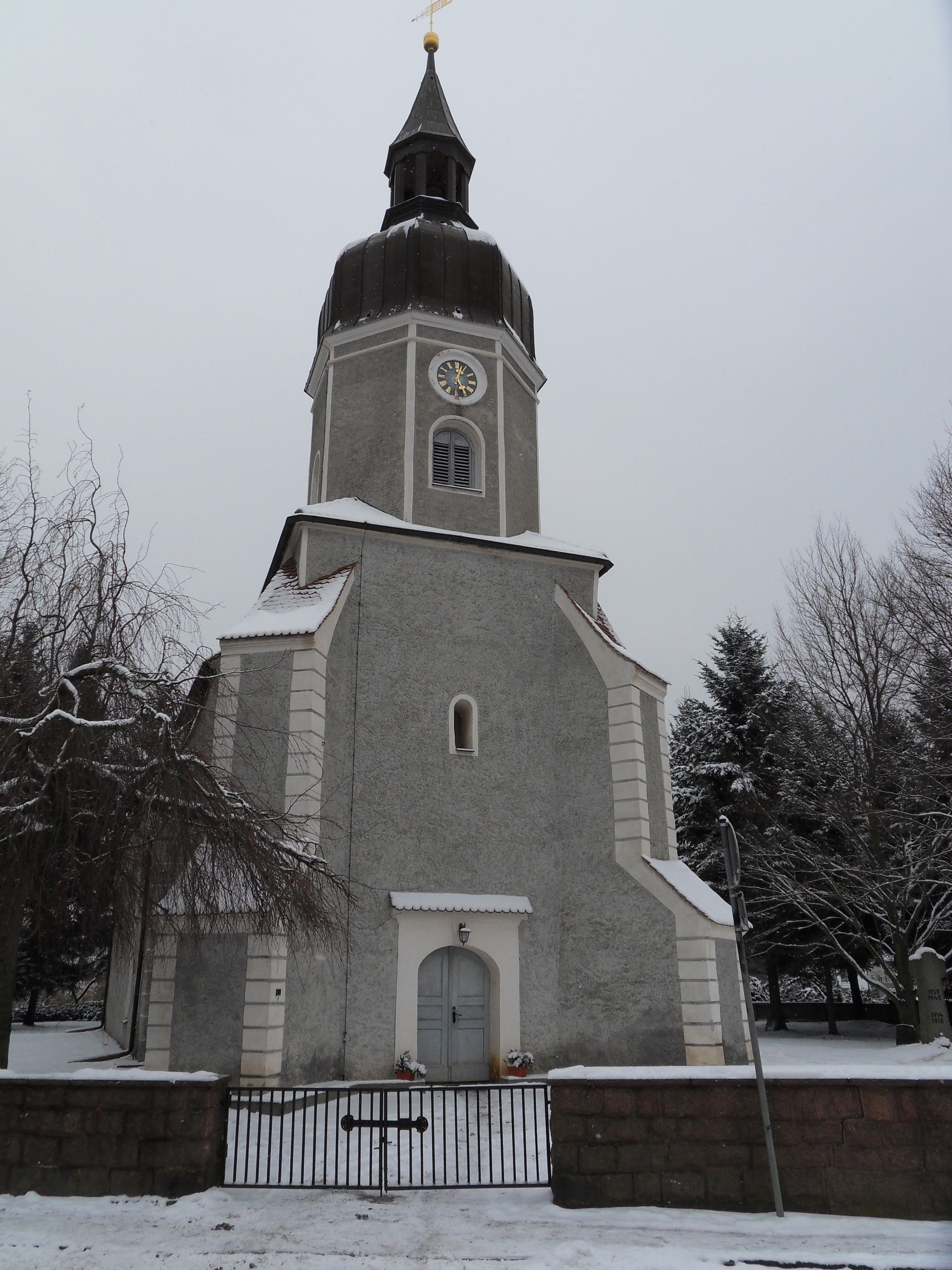
Dorfkirche Hohenbocka

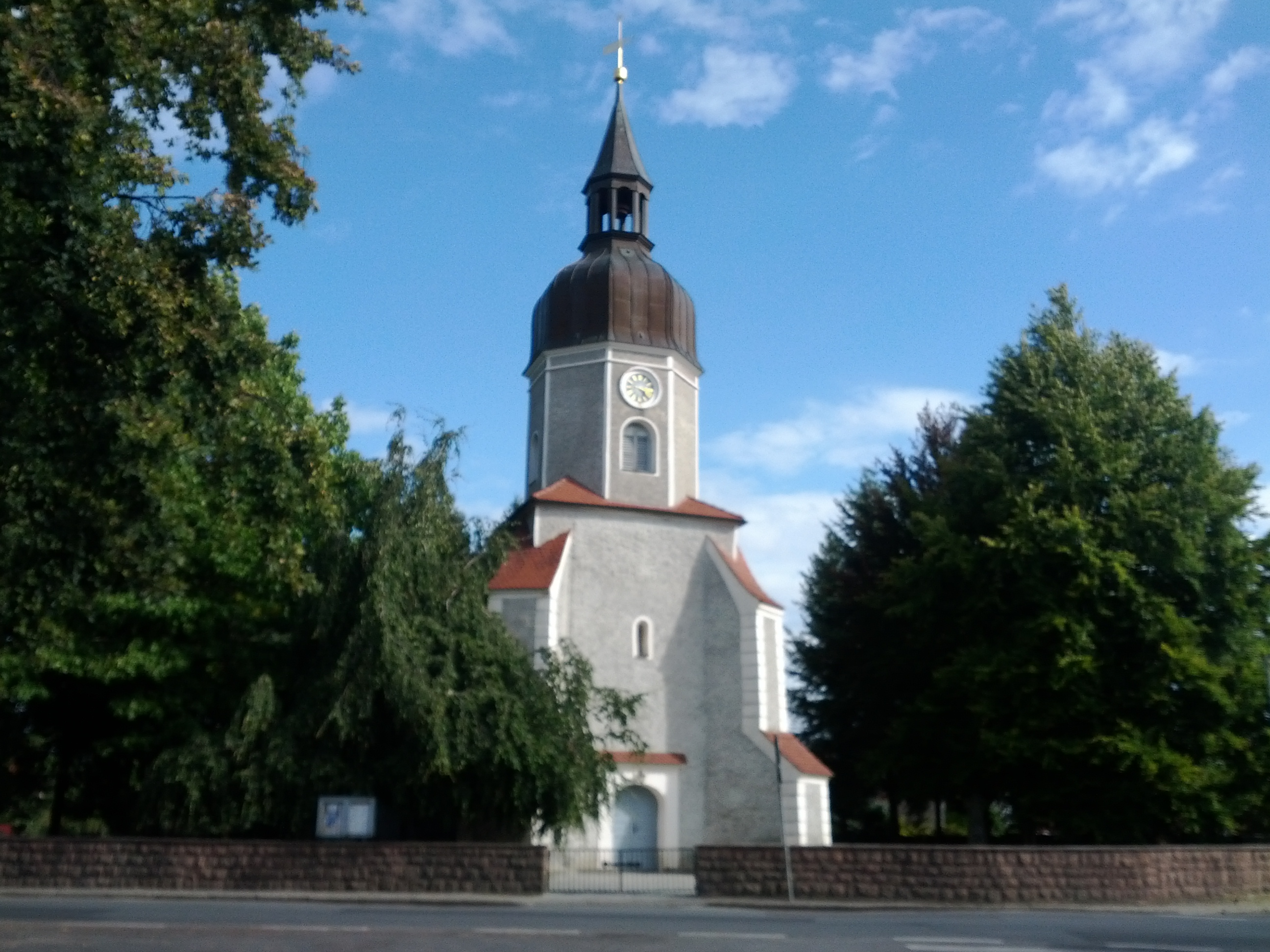
Dorfkirche

Die Dorfkirche Hohenbocka ist eine denkmalgeschützte gotische Kirche in der Gemeinde Hohenbocka im Landkreis Oberspreewald-Lausitz im Süden Brandenburgs. Die zugehörige Kirchengemeinde gehört zum Pfarrsprengel Hosena und Hohenbocka im Kirchenkreis Schlesische Oberlausitz der Evangelischen Kirche Berlin-Brandenburg-schlesische Oberlausitz.

## Geschichte
Zwischen 1360 und 1380 wurde die gotische Kirche als Wehrkirche errichtet. Sie war zunächst eine Filialkirche der Kirche in Ruhland. Mit der Reformation im Jahr 1532 wurde die Kirche zur Pfarrkirche. Das Innere der Saalkirche wurde 1408 mit spätgotischen Fresken geschmückt. Im Jahr 1574 wurde ein Fachwerkturm angebaut. Während des Dreißigjährigen Krieges blieb der Legende nach die Kirche wegen des Freskos, Buksche Maria, von der Zerstörung durch kaiserlichen Truppen verschont. Im Jahr 1667 wurde die Kirche barock umgestaltet, dabei wurden Emporen eingebaut. Aufgrund des Anwachsens der Gemeinde durch die Bewohner der Orte Peickwitz, Grünewald, Sella und Heide wurden die Emporen erhöht. Die Orgel, ein Werk des Orgelbaumeisters Gottlob Heinrich Nagel aus Großenhain, wurde 1845 eingebaut.
Die Kirche wurde Ende der 1990er Jahre saniert. Derzeit soll das Kircheninnere saniert werden, dabei werden die Emporen zum Teil zurückgebaut und das Erscheinungsbild von 1870/1871 soll wiederhergestellt werden.

## Fresken
Die Fresken aus dem Jahr 1408 wurden bei der barocken Umgestaltung überputzt und zum Teil zerstört. Bei Malerarbeiten entdeckte man sie im Jahr 1958 wieder und legte sie frei. An der Nordwand sind Szenen aus dem Leben Jesu dargestellt, dazu gehört auch ein Marienbild mit Kind, die Bucksche Maria. An der Südwand sind Heiligenlegenden, die Zehn Gebote und Maria Magdalena abgebildet und an der Ostwand eine überlebensgroße Darstellung der Heiligen Barbara.